# Dictatus papae

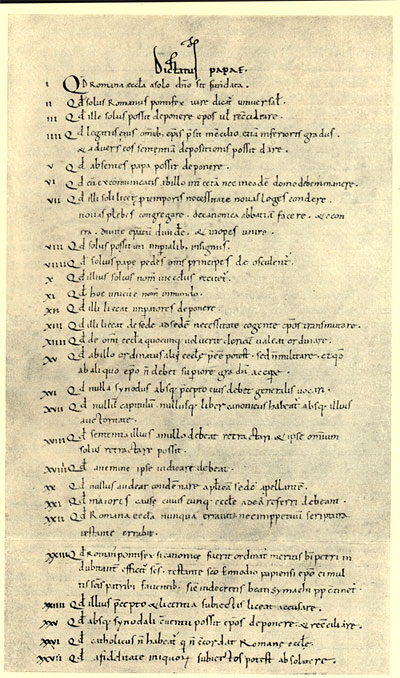
A Dictatus papae kézirata a vatikáni archívumból

A Dictatus papae egy 27 pontból álló összeállítás, mely a pápaság hatalmi-befolyási igényeit rögzíti. VII. Gergely pápa tette közzé 1075-ben, a teljes irat szerzősége azonban vitatott. „A Dictatus papae című dokumentum a pápaság totális hatalmi és kizárólagosság-igényét nyílt tömörséggel tartalmazó irat.” A címe azt sugallja, hogy az irat VII. Gergely saját diktátuma.

## Eredete, előzményei
A mű címét két kezdőszava adja (jelentésük: „pápai közlemény”). Elterjedt vélekedés szerint a pontok többségét maga VII. Gergely pápa írta vagy mondta tollba Deusdedit bíborosnak. Más vélekedések szerint a „diktátum” Deusdedit bíboros műve, egyes korábbi megfogalmazások bedolgozásával.
Az 1075-ös zsinat határozataival tökéletes összhangban van. Előzmény a IV. Henrik német-római császárral való konfliktus és a pápai állam világi nagyhatalmi törekvései. A Dictatus papae egy levélgyűjtemény, jogi tárgyú iratok katalógusa, egyben Gergely politikai programja.

## Tartalma
A Dictatus papaeben megfogalmazott elvek összhangban állnak a Gregoriánus reformmal, VII. Gergely pápa legfontosabb programjával, amely még pápasága előtt zászlót bontott.

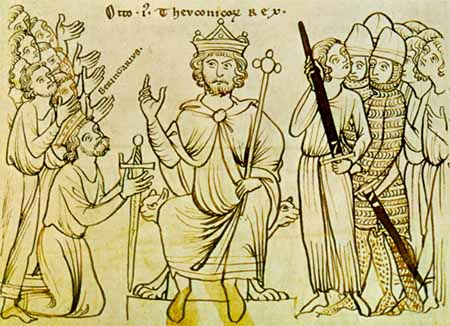
I. Ottó a pápaság és császárság hatalmi egyensúlyát jelentő két karddal (Milánói manuszkriptum 1200 körül)

A dokumentumban megfogalmazottak, miszerint a pápának joga van a császár letételére, illetve hatalma a világi hatalomnál előbbre való, megbontották az addigi középkori egyensúlyt az egyházi és világi hatalom között, melynek jelképe a két kard volt, és melynek római jogi előzményei voltak, és a Meroving Európát jellemezte. Emellett második tétele a római pápa egyetemes joghatóságát, 4. és 16. tétele a zsinatok összehívásának kizárólagos jogát, 12. tétele a császárok leváltásának jogát, 22. tétele a római szék tévedésmentességét deklarálja.
Az irat legfontosabb pontjai:
- A pápát nem ítélheti meg senki;
- A római egyház soha nem tévedett és soha nem fog tévedni az idők végezetéig;
- Csak egyedül a pápa hívhatja össze a bíborosi testületet és csak őt illeti meg a kanonizálás joga;
- Csak a pápa hozhat új törvényeket és csak ő állíthat fel új püspökségeket;
- A pápának joga van engedetlen fejedelmeket letenni és alattvalóikat a hűségi eskü alól feloldani;
- A pápa zsinatok hozzájárulása nélkül is tehet le püspököket;
- A pápa az egyházi törvényeket önhatalmából megváltoztathatja és azok alól dispenzálhat;
- A pápa császári jelvényeket viselhet;
- Egyedül a pápa lábait kötelesek az összes fejedelmek megcsókolni;
- (A pápának) jogában áll császárokat letenni;

## Szövege

### Latinul
Dictatus papae:
1. Quod Romana ecclesia a solo Domino sit fundata.
2. Quod solus Romanus pontifex iure dicatur universalis.
3. Quod ille solus possit deponere episcopos vel reconciliare.
4. Quod legatus eius omnibus episcopis presit in concilio etiam inferioris gradus et adversus eos sententiam depositionis possit dare.
5. Quod absentes papa possit deponere.
6. Quod cum excommunicatis ab illo inter cetera nec in eadem domo debemus manere.
7. Quod illi soli licet pro temporis necessitate novas leges condere, novas plebes congregare, de canonica abbatiam facere et e contra, divitem episcopatum dividere et inopes unire.
8. Quod solus possit uti imperialibus insigniis.
9. Quod solius papae pedes omnes principes deosculentur.
10. Quod illius solius nomen in ecclesiis recitetur.
11. Quod hoc unicum est nomen in mundo.
12. Quod illi liceat imperatores deponere.
13. Quod illi liceat de sede ad sedem necessitate cogente episcopos transmutare.
14. Quod de omni ecclesia quocunque voluerit clericum valeat ordinare.
15. Quod ab illo ordinatus alii ecclesiae preesse potest, sed non militare; et quod ab aliquo episcopo non debet superiorem gradum accipere.
16. Quod nulla synodus absque precepto eius debet generalis vocari.
17. Quod nullum capitulum nullusque liber canonicus habeatur absque illius auctoritate.
18. Quod sententia illius a nullo debeat retractari et ipse omnium solus retractare possit.
19. Quod a nemine ipse iudicari debeat.
20. Quod nullus audeat condemnare apostolicam sedem apellantem.
21. Quod maiores causae cuiuscunque ecclesiae ad eam referri debeant.
22. Quod Romana ecclesia nunquam erravit nec imperpetuum scriptura testante errabit.
23. Quod Romanus pontifex, si canonicae [sic] fuerit ordinatus, meritis beati Petri indubitanter efficitur sanctus testante sancto Enodio Papiensi episcopo ei multis sanctis patribus faventibus, sicut in decretis beati Symachi pape continetur.
24. Quod illius precepto et licentia subiectis liceat accusare.
25. Quod absque synodali conventu possit episcopos deponere et reconciliare.
26. Quod catholicus non habeatur, qui non concordat Romanae ecclesiae.
27. Quod a fidelitate iniquorum subiectos potest absolvere.

### Magyarul
Az irat szövege:
1. Egyedül a római egyházat alapította maga az Úr.
2. Egyedül a római pápát mondják joggal egyetemesnek.
3. Püspököket egyedül ő tehet le, és helyezhet székükbe vissza.
4. Követe a zsinaton minden püspököt megelőz, még ha ő maga alacsonyabb rendű is; ugyancsak a püspökök elmozdítására ítéletet is hozhat.
5. A pápa távollevőket is letételre ítélhet.
6. Az általa kiátkozottakkal egyebek közt még ugyanabban a házban sem tartózkodhatunk.
7. Egyedül neki szabad a korszükségletnek megfelelően új törvényeket hozni, új püspökségeket alapítani, káptalant apátsággá alakítani, és fordítva, gazdag püspökségeket feloszlatni és szegényeket egyesíteni.
8. Egyedül ő használhat császári jelvényeket.
9. Egyedül a pápa lábait kötelesek az összes fejedelmek megcsókolni.
10. Egyedül az ő nevét említik az egyházakban.
11. Az egész világon csak őt illeti meg a pápa név.
12. Jogában áll császárokat letenni.
13. Jogában áll, ha a szükség úgy kívánja, püspököket az egyik püspöki székből a másikba áthelyezni.
14. Bármely egyház klerikusát tetszése szerint felszentelheti egy másik részére.
15. Az, akit a pápa szentelt fel, bármelyik egyház elöljárója lehet, és nem bízható rá alacsonyabb tisztség; azt, akit a pápa szentelt fel, más püspök magasabb rendre nem szentelheti fel.
16. Rendelete nélkül nem lehet egyetemes zsinatot összehívni.
17. Tekintélyének támogatása nélkül semmiféle capitulum és semmiféle könyv nem tekinthető kánoninak.
18. Ítéletét senki meg nem változtathatja, míg ő egyedül minden ítéletet megmásíthat.
19. Senki fölötte nem ítélkezhetik.
20. Senki ne merészeljen az apostoli székhez fellebbezőt elítélni.
21. Minden egyház fontosabb ügyét eléje kell terjeszteni.
22. A római egyház még soha nem tévedett, az írás tanúsága szerint örökké tévedhetetlen lesz.
23. A római pápa, ha a kánonoknak megfelelően választották, Szent Péter érdemeire való tekintettel kétségkívül szent lesz, mint ezt Szent Ennodius paviai püspök bizonyítja, kivel ebben sok szent atya egyetért és amint Szent Symmachus pápa dekrétumaiban található.
24. Az ő parancsára és felhatalmazásával az alacsonyabb rendűek is vádat emelhetnek.
25. Püspököket zsinat egybehívása nélkül is letehet vagy visszahelyezhet.
26. Nem tekinthető katolikusnak az, aki a római egyházzal nincs egységben.
27. A gonoszoknak tett hűségeskütől az alattvalókat feloldozhatja.